# Наумова, Нина Петровна
Ни́на Петро́вна Нау́мова (2 декабря 1930 — 7 октября 2015) — советский животновод. Герой Социалистического Труда (1973), заслуженный зоотехник РСФСР.

## Биография
Родилась в 1930 году в деревне Дьяково (ныне — территория Костромской области). В 1950 году, после окончания Кологривского зоотехникума, получила распределение на работу в Ухоловский район Рязанской области. Работала зоотехником, в 1953—1963 гг. — учётчик по животноводству, позднее — бригадир по откорму свиней в совхозе имени Войкова.
Умерла 7 октября 2015 года.

## Награды и звания
В 1973 году за выдающиеся успехи в работе удостоена звания Героя Социалистического Труда. Дважды награждена орденом Ленина. Имеет звание «Заслуженный зоотехник РСФСР».